# Brad Johnson (attore)
Brad Johnson (Tucson, 24 ottobre 1959 – Fort Worth, 18 febbraio 2022) è stato un attore statunitense.

## Biografia
Dopo essere diventato famoso grazie ai rodei professionali, Johnson fu un Marlboro Man.
Al cinema fu diretto da Steven Spielberg in Always - Per sempre, dove affiancò Richard Dreyfuss e Holly Hunter; successivamente fu nel cast della popolare serie TV Melrose Place.
Johnson morì il 18 febbraio 2022, per complicazioni da Covid-19, a 62 anni, ma la notizia del decesso fu divulgata solo qualche mese più tardi.
Era padre di sei femmine e due maschi.

## Filmografia parziale

### Cinema
- Angeli della vendetta (Nam Angels) (1989)
- Always - Per sempre (Always), regia di Steven Spielberg (1989)
- L'ultimo attacco (Flight of the Intruder), regia di John Milius (1991)
- Philadelphia Experiment 2, regia di Stephen Cornwell (1993)
- Lone Justice 3, regia di David Hemmings (1996)
- Blind Obsession, regia di Robert Malenfant (2001)
- Gli esclusi - Il mondo in guerra (Left Behind: World at War), regia di Craig R. Baxley (2005)
- Nail 32, regia di Bill Rahn (2015)

### Televisione
- Dallas – serie TV, episodio 10x10 (1986)
- Ned Blessing: The Story of My Life and Times – serie TV, 5 episodi (1993)
- Melrose Place – serie TV, 5 episodi (1996)
- CSI - Scena del crimine (CSI: Crime Scene Investigation) – serie TV, 3 episodi (2001)
- Mysterious Ways – serie TV, episodio 2x01 (2001)
- Home and Away – serie TV, 1 episodio (2001)

## Doppiatori italiani
- Marco Mete in Always - Per sempre
- Marcello Cortese in L'ultimo attacco
- Sergio Di Stefano in CSI - Scena del crimine